# لکاچ
لکاچ، یا کیک عسل یهودی (انگلیسی: Lekach) یک نوع کیک عسل است که بیشتر توسط یهودیان اشکنازی در عید روش هشانا به‌طور سمبولیک و به نشانه امید به شیرین بودن سال نو تهیه می‌شود.